# Berkut State Air Company
Berkut Air fue una aerolínea chárter con base en Almaty, Kazajistán. Fue fundada en 1997 y opera vuelos chárter y VIP dentro de Kazajistán, así como los servicios de tierra. Su base de operaciones principal es el Aeropuerto Internacional de Almaty.

## Prohibida en la UE
Berkut Air está incluida en la lista de aerolíneas prohibidas en la Unión Europea publicada el 8 de mayo de 2009.

## Códigos
- Código ICAO: BEC

## Flota
La flota de Berkut Air incluye las siguientes aeronaves con una edad media de 10.4 años (en enero de 2020):
- 1 Airbus A320-200
- 1 Airbus A321-200
- 1 CRJ 200

Total: 3